# Römermühle
Die Römermühle war eine Wassermühle am Broicher Bach in der Stadt Herzogenrath in der nordrhein-westfälischen Städteregion Aachen im Regierungsbezirk Köln.

## Geographie
Die Römermühle hatte ihren Standort an der Römergasse2, im Herzogenrather Stadtteil Noppenberg in der Städteregion Aachen. Sie lag auf einer Höhe von ca. 121 m über NN. Oberhalb der Römermühle hatte die Alsdorfer Ölmühle ihren Standort, unterhalb war die Berger Mühle zu finden.

## Gewässer
Die Quellen vom Broicher Bach mit einer Höhe von 174 m über NN liegen heute in einem Regenrückhaltebecken zwischen den Straßen In der Dell und Holzweg im Stadtteil Linden-Neusen der Stadt Würselen. Der Bach mit einer Länge von 8,2 km fließt nach nördlichem Beginn in westlicher Richtung durch das Gebiet der Stadt Alsdorf und dann zur Stadt Herzogenrath. Im Straßenbereich An der Wurm/Apolloniastraße mündet der er in einer Höhe von 106 m über NN in die Wurm.

## Geschichte
Die Römermühle, die auch Walkmühle genannt wurde, stammte aus dem 16. Jh. und gehörte zu Haus Ottenfeld. Ab 1850 war die Mühle eine wasserkraftbetriebene Spinnerei. Im Jahre 1900 richtete die aus dem Siegerland stammende Familie Stommel in der stillgelegten Spinnerei eine Werkzeugschleiferei ein, deren Hauptprodukt Feilen waren. 1947 musste das Wasserrad wegen Bergsenkung stillgelegt werden. 1960 wurde der ganze Betrieb wegen drohender Grubensenkungen geschlossen. Aus dem Mühlenhof wurde nach dem Abbruch der Gebäude eine Wiese, mit einem am Wegesrand stehenden Schleifstein und einer Erinnerungstafel an die „Schliifmölle“.

## Galerie

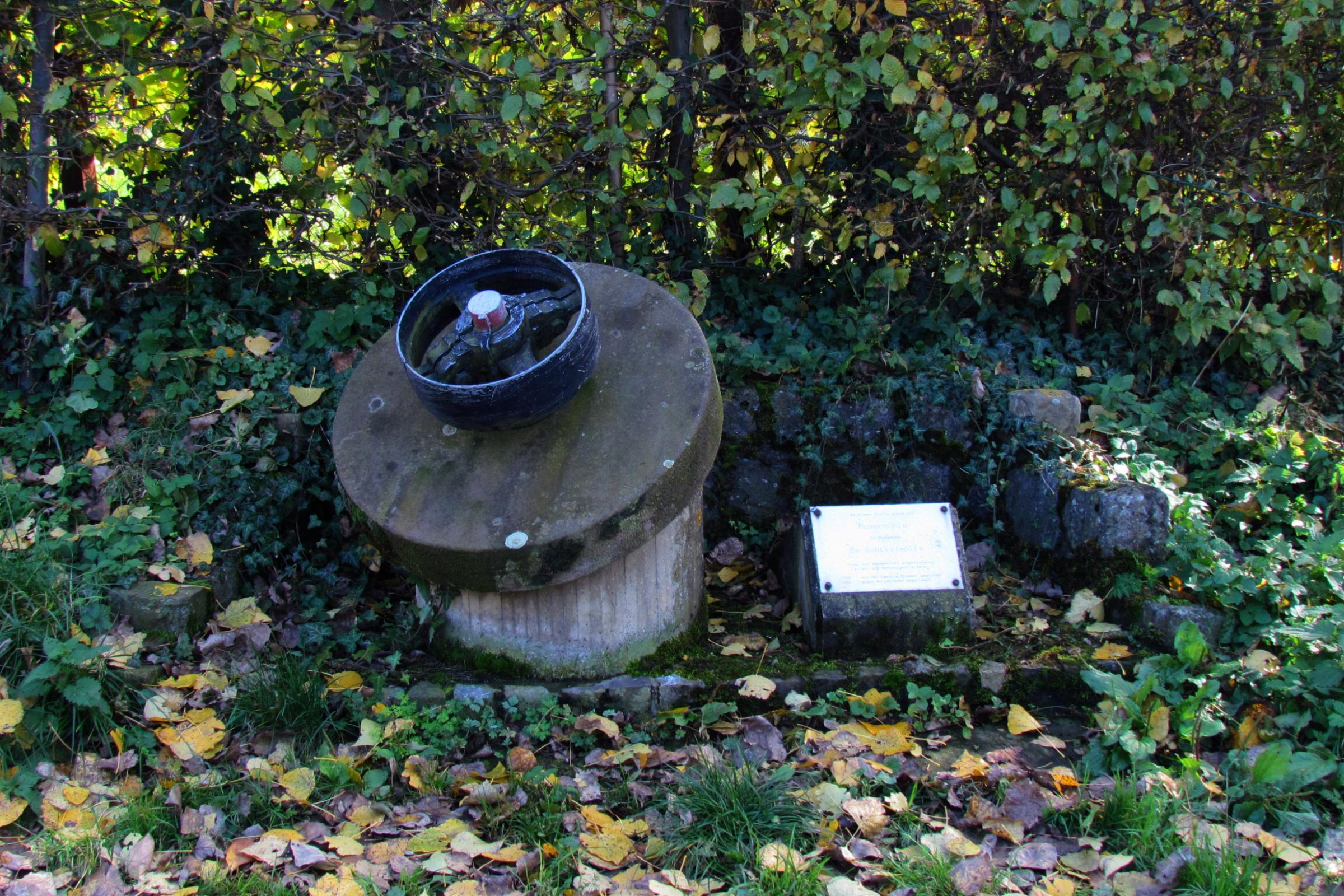
Erinnerungsstätte für die Römermühle
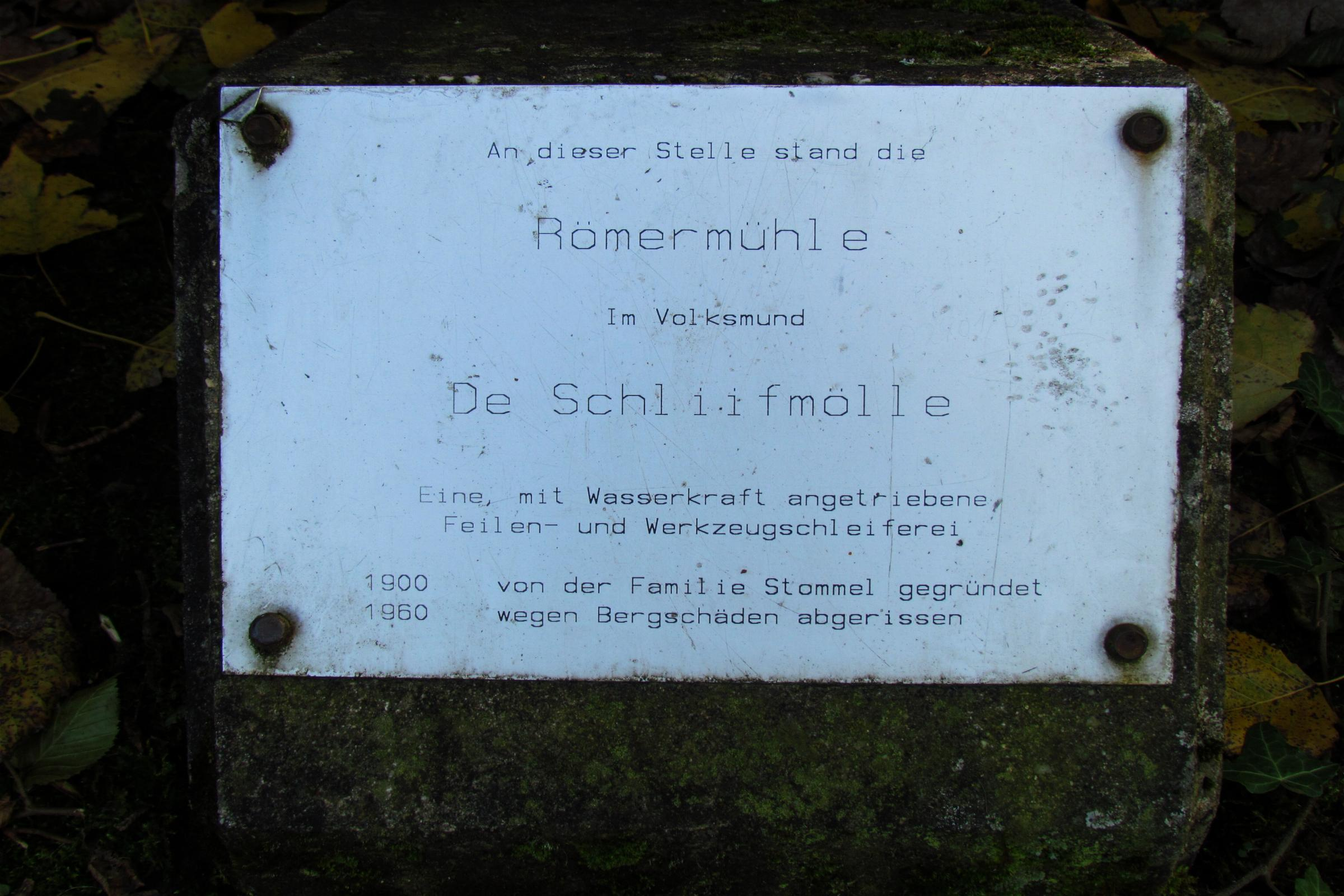
Infoschrift zur ehemaligen Römermühle
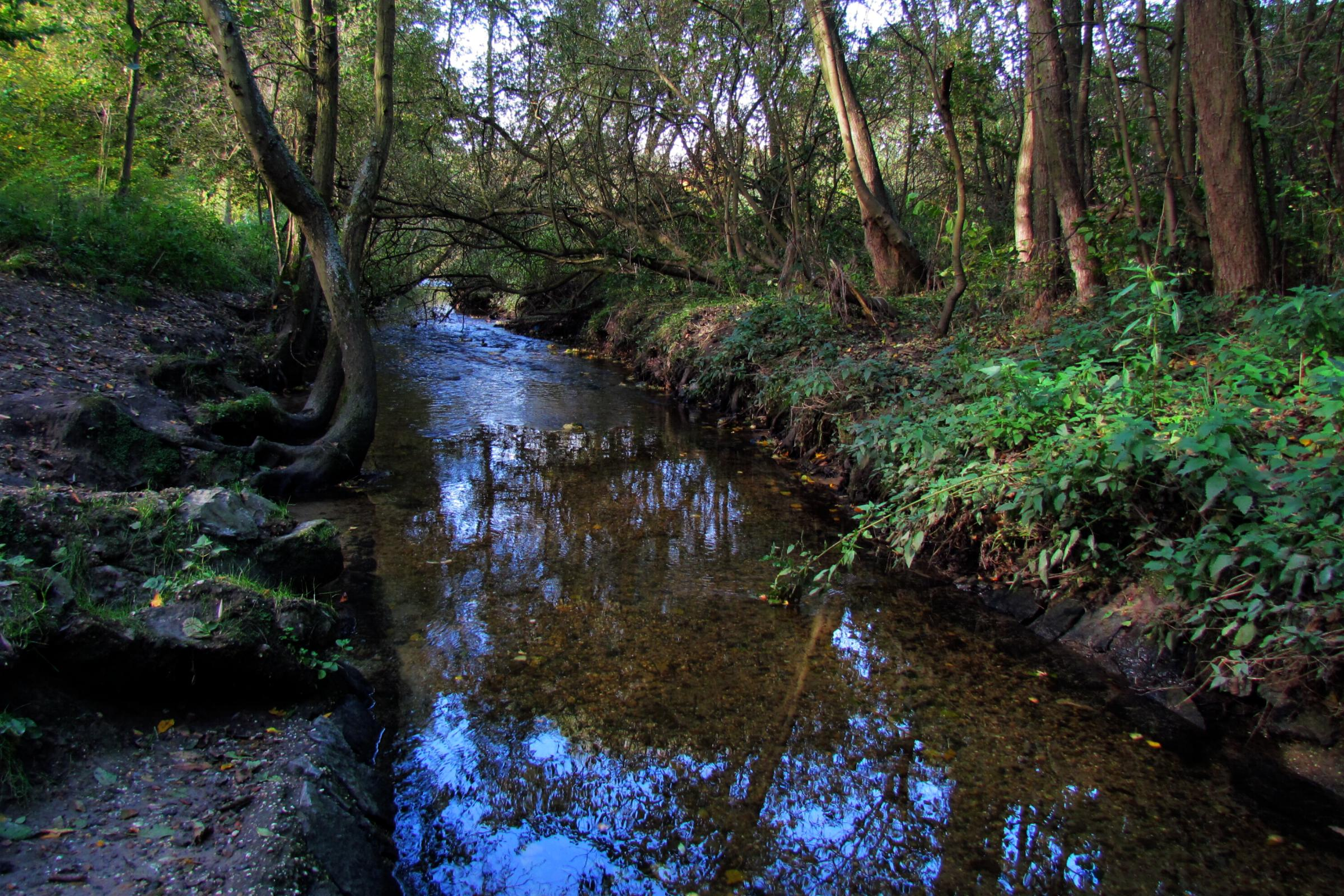
Bachverlauf des Broicher Bachs im Bereich der Römermühle
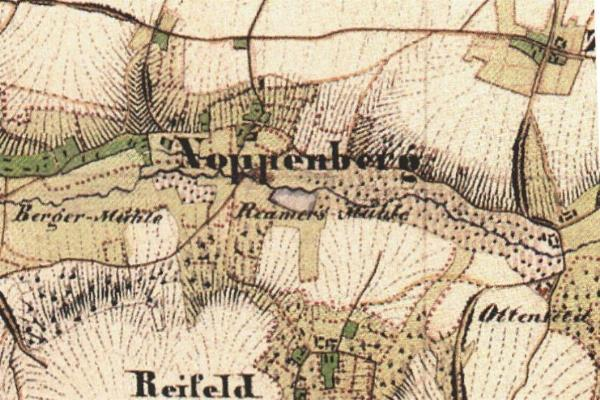
Römermühle auf der Uraufnahme 1846

→ Siehe auch Liste von Mühlen an der Wurm und ihren Zuflüssen